# Спанджен, Нэнси
Нэ́нси Ло́ра Спа́нджен (англ. Nancy Laura Spungen, 27 февраля 1958, Lower Moreland Township, Филадельфия, Пенсильвания, США — 12 октября 1978, Нью-Йорк, США) — девушка басиста британской панк-рок-группы Sex Pistols Сида Вишеса. Является предметом многочисленных споров среди историков музыки и фанатов Sex Pistols.

## Биография
Нэнси Спанджен родилась 27 февраля 1958 года в Пенсильвании в еврейской семье, принадлежавшей к среднему классу. Отец Фрэнк был коммивояжёром и брокером, мать Дебора владела магазином органической пищи «The Earth Shop» в городке Дженкинтаун.

### Детство и юность
Проблемы в жизни Нэнси Спанджен начались уже с момента рождения: девочка появилась на свет недоношенной (на седьмом месяце) в полуудушенном состоянии, с пуповиной, затянувшейся вокруг шеи узлом. Острый диагноз потребовал немедленного и полного переливания крови. По воспоминаниям матери, «в изоляторе она напоминала маленькую ветряную мельницу, дико вращая руками и ногами». Чтобы осуществить переливание, пришлось младенца связать. Врач отмечал, что это редкий случай: обычно дети в таком состоянии выглядят сонными.
Через восемь дней родителям было разрешено забрать дочь домой. Несколько дней спустя мать заподозрила, что с дочерью вновь что-то не так. «Кричат все дети, но она кричала беспрерывно», — позже писала Дебора Спанджен в автобиографии «And I Don’t Want to Live This Life». Уже в трёхмесячном возрасте девочке были прописаны большие дозы фенобарбитала, но та продолжала проявлять гиперактивность, исходила воплями без видимых причин и страдала бессонницей. Доктор реагировал на всё это лишь увеличением доз прописанного препарата.
К двухлетнему возрасту Нэнси начала заикаться и при этом стала атаковать — вербально и физически — как членов своей семьи, так и незнакомых людей; такие приступы агрессивности случались с нею по нескольку раз в день. В трёхлетнем возрасте родители впервые посетили с дочерью психотерапевта. Тот пообещал, что «с возрастом это пройдёт». Один из диагнозов, «визуально-моторное несоответствие» (motor visual discrepancy) означал, что девочка впоследствии не могла, например, шить: отсутствовала координация между зрением и движениями рук. Между тем, проведённый в четырёхлетнем возрасте тест на IQ показал, что Нэнси обладает высокоразвитым интеллектом и находится на уровне развития среднестатистического семилетнего ребёнка. В школе она была переведена в четвёртый класс по окончании двух, минуя третий.
Музыку Нэнси открыла для себя в девятилетнем возрасте. Побывав на представлении «Hair», Фрэнк и Дебора купили пластинку с записью мюзикла, которую дочь слушала, сидя на полу, непрерывно. Вскоре её любимыми исполнителями стали The Doors, The Rolling Stones, Дженис Джоплин и Led Zeppelin; все деньги, выдававшиеся родителями на карманные расходы, она тратила на покупку пластинок. К десяти годам любимым чтением девочки стали журнал Rolling Stone, книги Сильвии Плат, Дж. Д. Сэлинджера, Курта Воннегута и Ф. С. Фицджеральда.
При этом Нэнси проявляла агрессию по отношению к младшей сестре Сьюзен и брату Дэвиду, нападала на мать с молотком во время ссоры. Кроме того, Дебора вспоминала, что дочь крайне болезненно воспринимала любые перемены; например, раздеть или одеть её уже было серьёзной задачей.
Когда девочке было 10 лет, семья переехала из Филадельфии в пригород, и «такое изменение перенести было уже не под силу». Нэнси легко устанавливала с людьми первый контакт, но почти сразу же отношения портились. Друзей у неё не было; Дебора в автобиографии вспоминала, что однажды обнаружила на входной двери записку, в которой соседская девочка просила Нэнси не приближаться к ней и называла её «ведьмой». Нэнси страдала галлюцинациями и необъяснимыми припадками, начинала вдруг рвать на себе волосы, а однажды погналась с ножницами за няней, угрожая убить её. Посещения психотерапевта прекратились после того, как она атаковала и его.
Родители пытались обращаться к учителям, но те «только разводили руками. Таким детям негде найти помощь», — говорила Дебора. Проблемы Нэнси, по словам родителей, усугублялись именно её высоким интеллектом: всё было бы намного проще, будь она умственно отсталой. Когда девочке было одиннадцать лет, психотерапевт прописал ей препараты, от которых у неё начались галлюцинации. Однажды, после вызванной ими бессонной ночи, Нэнси вышла из класса, покинула школу и больше туда уже никогда не возвращалась.
Буйные приступы продолжались; в среднем каждый месяц девочку увозили на скорой. В 1969 году лечащий врач в своём отчёте предположил, что его пациентка, возможно, страдает шизофренией, и что ей требуется неврологическое обследование. Однако после того, как обследование было проведено, врачи решили не сообщать результаты родителям, а просто выписали девочку из клиники, объяснив, что ничем ей помочь не могут. Нэнси (у которой были расширены зрачки и учащён пульс) подвергли проверке на предмет употребления наркотиков, а когда следов их в организме обнаружено не было, прописали торазин и направили в Филадельфийский институт психиатрии (Philadelphia Psychiatric Institute) — как было обещано, в подростковое отделение. Но когда на следующий день родители приехали навестить дочь, выяснилось, что та заперта в палате с престарелыми женщинами.

Вскоре после того, как был сделан этот снимок, одиннадцатилетняя Нэнси покинула школу и больше туда не возвращалась

Первые признаки улучшения её состояния стали наблюдаться в Коннектикуте, в школе Glenholme для детей с психологическими проблемами; здесь она сбросила лишний вес и впервые проявила способность заводить дружбу со сверстниками. Однако вернувшись после летних каникул, Нэнси обнаружила, что здесь сменился директор (она называла его «dumb f*g bastard»), число учеников увеличилось вдвое и от дружеской атмосферы не осталось и следа. Нэнси снова стала вести себя агрессивно, у неё развилась мания преследования. Осенью 1971 года тринадцатилетнюю девочку перевели в Devereux Manor High School, где учились подростки 14—18 лет. В тот же вечер она позвонила домой и рассказала о том, что вокруг неё сплошные наркоманы, после чего сбежала из школы и на попутках добралась до своего дома в Хантингтон Вэлли. Когда родители позвонили в школу, чтобы сообщить обеспокоенным (как они полагали) учителям, что с Нэнси всё в порядке, выяснилось, что в школе вообще не заметили исчезновения ученицы.
Несмотря на то, что школа (за которую семье приходилось платить по 1000 долларов в месяц) оставила у родителей негативное впечатление (Дебора считала, что девочки там действительно употребляли запрещённые препараты), было решено вернуть дочь обратно — прежде всего, ради проводимых там курсов психотерапии. Однажды, вернувшись домой на День благодарения, Нэнси призналась сестре, что сама стала и употреблять наркотики, и воровать; последнее обстоятельство не укрылось от глаз и самой матери, которая после одного из визитов дочери обнаружила пропажу обручального кольца. В начале 1972 года Нэнси позвонила домой, а после того, как никто не поднял трубку, вскрыла себе вены ножницами. Вскоре было проведено новое неврологическое обследование. Оно не позволило поставить какой-либо определённый диагноз, но врач предположил, что состояние девочки обусловлено родовой травмой.
В начале 1973 года Нэнси снова сбежала из школы; три дня спустя её обнаружили в нью-йоркском портовом терминале, на автобусной остановке, и вернули в Devereux High. Вскоре после своего пятнадцатого дня рождения девушка вскрыла себе вены бритвой. Жизнь её удалось спасти чудом: врачи говорили, что если бы она попала в больницу на пять минут позже, всё было бы кончено. Несмотря на всё это, школьные власти позволили ей окончить школу: это произошло в апреле 1974 года. Нэнси поступила в Университет штата Колорадо в Боулдере, откуда была исключена через пять месяцев после того, как попыталась — сначала передать краденое имущество, а потом купить марихуану у переодетого агента ФБР. Согласно полицейскому предписанию она вынуждена была покинуть Боулдер незамедлительно.
Нэнси получила права, но дважды разбивала машину; после того, как мать не позволила дочери в очередной раз сесть за руль, та разбила руками окно, едва не отрезав себе палец, и была отправлена в психиатрическую клинику. Пока дочери не было дома, Дебора, занявшись распаковыванием её вещей, обнаружила среди них шприцы и ложки. Стало ясно, что её дочь — наркоманка. Вскоре из клиники пациентку отправили домой, отказав в лечении; с этих пор Нэнси Спанджен психиатрической помощи не получала.

### В Нью-Йорке
В январе 1975 года Нэнси устроилась в магазин одежды, но была уволена уже на следующий день; с этих пор её интересовали только музыка и наркотики. Утром и днём она слушала музыку, вечером с подругами отправлялась в филадельфийские рок-клубы. Поскольку наркотиков требовалось всё больше, приходилось воровать или заниматься продажей наркотиков. Вскоре она стала полноценной групи, о своих сексуальных похождениях рассказывая сестре. Её первой группой была Bad Company. Участники Aerosmith, получив от Нэнси сексуальные услуги, вздумали поджечь её; она согласилась, они — передумали. Однажды весь состав Pretty Things и всех их рабочих сцены она пригласила в родительский пригородный дом на Ред Барн Лейн. При этом агрессивности в её поведении не убавилось: после того, как Нэнси пригрозила привести «друзей из мафии», чтобы разгромить дом, Фрэнк и Дебора решили, что сделали для дочери всё, что было в их силах, и предложили ей отправиться искать отдельное жильё.
В декабре 1975 года Нэнси въехала в свою новую квартиру на нью-йоркской Уэст 23-стрит, в квартале от отеля «Челси». Поначалу дела шли неплохо: мать во время своих визитов обнаруживала холодильник полным, дочь — здоровой и жизнерадостной; слушала рассказы о её намерениях найти работу в рок-журналах. Действительно, в те дни Нэнси опубликовала несколько заметок о панк-роке — в частности, рецензию для New York Rocker о концерте The Heartbreakers, группы, которая ей тогда особенно нравилась.
Вскоре, однако, звонки домой участились; Нэнси невнятно жаловалась на жизнь и на то, что её никто не любит, просила у матери денег. Затем в начале 1976 года Нэнси нашла себе новое увлечение: познакомилась с Дебби Харри и The Ramones, стала участницей нью-йоркской панк-сцены, сдружилась с известной групи Сабел Старр, тогдашней подружкой Джонни Сандерса. Некоторое время Нэнси была близка с Ричардом Хеллом, затем — с Джерри Ноланом, участником New York Dolls и затем The Heartbreakers. Позже Нолан утверждал, что не имел с ней интимной близости: «Мы были просто друзьями. Я уважал её и она мне нравилась, потому что она была в числе тех немногих, кто понимал музыку группы», — говорил он.
После того, как Дебби Харри собственноручно перекрасила ей волосы, Нэнси сообщила родителям о том, что нашла себе работу: стриптизёрши в клубах на Таймс-сквер. Одна из подруг вспоминала позже, что в это время Нэнси подрабатывала и проституцией, в частности, в публичном доме; это обеспечивало ей доход, позволявший сесть на героин окончательно.
В мае того же года Нэнси решила покончить с наркотиками; она прошла курс лечения метадоном и полностью очистилась. Однако уже через месяц она снова была на героине и в какой-то момент едва не стала жертвой передозировки: её спас Ланс Лауд, известный телеведущий, живший по соседству. После чего она вновь начала метадоновый курс, а в ноябре 1976 года решила присоединиться к друзьям, прежде всего, Джерри Нолану, направлявшимся в Лондон, к своему девятнадцатому дню рождения очистившись окончательно. В марте 1977 года Нэнси Спанджен вылетела в Великобританию.

### Отъезд в Лондон и возвращение
Через несколько дней после прибытия в Лондон Нэнси позвонила матери и восторженно ей сообщила, что познакомилась с Sex Pistols. У неё появились собственные творческие планы, связанные, в частности, с возможностью собрать женский панк-коллектив и отправиться на гастроли. Этот проект не осуществился, и она вернулась к героину, в телефонных разговорах с матерью жалуясь на то, что никто её не любит, друзья не желают её видеть и ей приходится спать в машине.
Нэнси: Сид, пожалуйста, проснись. Потому что — ну совершенно же не поймёшь, что ты там бормочешь, ты и сам себя не понимаешь. Мы же сами позвали их; значит, тратим его время — поэтому давай дадим ему хорошее интервью.

Сид (вяло): Ну, ты-то знаешь, что я хочу сказать?

Oh Sid, please wake up. Talk! Because what you're saying is like, totally unintelligible, and you can’t understand you. And we called them so that means it’s a waste of his time, so let’s give him a good interview.
Sid
Well, do you know what I mean?
Nancy
Do I know what you mean? About why you called it a day? Yeah, I know what you mean. Everybody was for Sid, I mean, Sid was like, I don’t know if you saw any of the gigs but Sid was like, really shining out, and John was being like, nothing, you know he just wasn't giving it any more, he just wasn’t, and he wasn’t shaping up. He was looking awful, the way he was dressing, the way he looked, looked horrible, he wouldn’t listen to anybody and like, you know, I mean, Sid tried to talk to him time and time and time again…
Nancy trails off, losing interest in what she was saying. She looks around, bored. Sid is asleep, Nancy spreads her legs and thrusts her crotch at camera.
Nancy (sarcastic)
Shall we kiss for you? (she blows a kiss to the camera)
Sid drifts momentarily into consciousness, tries to take a drink of scotch, gives up, it’s too much effort. Starts hopelessly looking round for something on the bed.
После того, как её отверг фронтмен группы Джонни Роттен, Нэнси начала преследовать басиста Сида Вишеса; между ними сложились прочные близкие отношения. Летом пара вселилась в квартиру матери Сида Энн Беверли в Далстоне на северо-востоке Лондона; однако отношения с последней у Нэнси не сложились; вскоре они с Сидом переехали в отель, затем решили подыскать себе квартиру, а в конце августа 1977 года вселились в дом номер 3 на Пиндок Мьюс в районе Майда Вэйл.

К февралю 1978 года, после распада Sex Pistols, Нэнси приобрела известность: несколько раз она являлась в суд по обвинениям, связанным с хранением наркотиков; жёлтая пресса начала создавать из Сида и Нэнси образ «Ромео и Джульетты из Преисподней». Между тем, в панк-сообществе к ней сложилось крайне негативное отношение. Малкольм Макларен вспоминал:
Когда Нэнси Спанджен вошла в мой магазин, это было — как если бы доктор Стрейнджлав наслал бы эту свою ужасную напасть специально на Англию, выбрав для этого специально мой магазин… Я испробовал все средства, чтобы её — или переехала машина, или отравили, или похитили и отправили бы морем в Нью-Йорк… Оригинальный текст (англ.)When Nancy Spungen came into my shop it was as if Dr Strangelove had sent us this dreaded disease specifically to England, and specifically to my store....But I tried every way possible to either get her run over, poisoned, kidnapped, or shipped back to New York...
Джон Лайдон заявлял следующее:
Если я назову её чудовищем, то — вовсе не по какой-то особой злобе. Это было человеческое существо, нацеленное на саморазрушение, которое вознамерилось увлечь с собой <в могилу> столько людей, сколько было только возможно. Нэнси Спанджен была совершеннейшим „Титаником“ в поиске своего айсберга, и уж гружёной она желала быть — под завязку»
Ему вторила жена Нора:
Она была запредельно разрушена и порочна. Я ни на секунду не сомневалась в том, что девчонка задумала медленно покончить с собой. Этим, собственно, она мало отличалась от других героинистов. Вот только — уходить в одиночестве она не желала. Ей захотелось прихватить с собой Сида».
Около месяца Нэнси и Сид провели в Париже, где проходили съёмки фильма «The Great Rock’n’Roll Swindle». По возвращении в Лондон Нэнси решила стать менеджером своего бойфренда. Решив, что именно в Америке их ждёт успех, 24 августа 1978 года Сид и Нэнси вылетели в Нью-Йорк, где сняли номер в отеле «Челси».

### Возвращение в Нью-Йорк
Дебора, не видевшая дочь полтора года и судившая о её состоянии только по фотографиям в газетах, была поражена происшедшими изменениями: «Она выглядела как жертва Холокоста: посиневшая кожа, выбеленные волосы, глубоко запавшие глаза, тёмные круги под ними, шрамы и болячки на лице. Она очень похудела и её чёрная одежда была грязной».
В ближайших планах Нэнси было заняться карьерой Сида в Нью-Йорке, найти клинику с метадоновой терапией и очиститься. Впрочем, первую неделю они провели в родительском доме в Хантингдон Вэлли, лежа на диване, обкуриваясь и то и дело погружаясь в сон. Несколько концертов для Сида в Max’s Kansas City в сентябре удалось организовать, но героин взял своё: пара всё реже выходила из номера в отеле «Челси», где обосновалась теперь окончательно. После того, как из-за непотушенной сигареты загорелся матрас, Сида и Нэнси перевели в другой номер, 100. Здесь, выключив свет и задёрнув шторы, они лежали, курили и смотрели телевизор, время от времени принимая друзей (в числе которых был Ди Ди Рамон) и наркодилеров (Рокетс Редглер).
8 октября Нэнси позвонила матери и попросила денег. Присоединился Сид, очень расстроенный и взволнованный, и стал просить $3000, причём немедленно. Услышав сумму, Дебора просто повесила трубку. Таких денег у неё не было. В тот же день Нэнси позвонила снова, чтобы принести извинения и сказать, что очень любит мать и отца. При этом она заметила, что возможно вернётся домой, потому что чувствует, что опустилась уже на самое дно. Она попросила Дебору найти для них с Сидом в Пенсильвании детокс-клинику. Уже на следующий день Дебора выполнила просьбу; правда, в клинике её просили перезвонить — 12 октября (она сделала пометку в календаре).
В среду 11 октября Нэнси отправилась за покупками вместе с Сидом и музыкантами-приятелями Стивом Баторсом и Неон-Леоном. В магазине на Таймс-сквер она купила складной нож с пятидюймовым лезвием. Это был подарок для Сида, которому требовалось средство самозащиты: в клинике на Спринг-стрит, где тот уже проходил курс метадоновой терапии, его не раз избивали пациенты-наркоманы.
В 21:45 Сид и Нэнси зашли к Неон-Леону и Кэти О’Рурк, снимавшим номер 119. Те вспоминали позже, что Сид находился в подавленном состоянии: повторял, что он уродлив, не умеет играть и не имеет будущего. При этом нож был у него в руках, он то и дело подносил его к своему лицу. Нэнси ходила по комнате и требовала наркоты (англ. Come up with some drugs! Good drugs!). В ответ на стенания Сида она просто посылала его подальше. В какой-то момент она померялась с Сидом мускулами и заявила, что сильнее его: на себе волокла его из ресторана: «Смотри на мои мышцы. Я сильная, я несла Сида из ресторана. Я могу его нести, а он меня — нет».

#### События 12 октября
Около полуночи Сид и Нэнси вышли из номера 119. Неон-Леон отправился в клуб (он вернулся в отель в 3:30), Кэти нужно было отправляться в Нью-Джерси, где она работала танцовщицей. Пятнадцать минут спустя Сид вернулся в номер 119: принёс золотые диски с просьбой присмотреть за ними и забрал случайно оставленный здесь новый нож.
В 2:30 ночи в квартире Рокетса Редглера в Куинз зазвонил телефон. Нэнси просила привезти дилаудид (синтетический морфин D-4s) и иглы.
В 3:05 Лиза Гарсия из номера 103 услышала громкий стук в дверь номера Сида и Нэнси и мужской голос, звучавший угрожающе: «Открывай. Открывай. Я не шучу!» (англ. Let me in. Let me in. I'm not playing!).

В 3:15 в отель прибыл Редглер и сказал, что найти наркотик не смог. По его словам, на Нэнси были трусы и майка. Сид в чёрных штанах и свитере обессиленно распростёрся на кровати. Оба уже приняли седативное (туинал), но не отказались от мысли ввести дилаудид внутривенно. Существенно важным было признано впоследствии показание Редглэйра, согласно которому Нэнси показала ему сумочку, набитую 50- и 100-долларовыми купюрами: она говорила, что располагает в наличии $1400, которые будет тратить на наркотики. Редглер взял несколько сотен долларов и обещал принести наркотики позже.
В 4:00 Нэнси позвонила Неон-Леону и попросила принести марихуаны. По её словами, Сид вырубается (crashing out); оба они на туинале.
В 4:15 Неон-Леон услышал громкий стук в дверь где-то вдали по коридору. Затем на пол упало нечто с металлическим звуком; «возможно, нож», — предполагал он впоследствии.
В 4:55 Редглэйр вышел из номера 100 и заметил по пути Стива Чинкотти (англ. Steve Cincotti), наркодилера, постоянно поставлявшего Сиду и Нэнси туинал и метаквалон; тот входил в лифт в фойе.
Чинкотти позже утверждал на допросе, что лишь принёс тиунал и сразу же ушёл.
В 5:00 поступила жалоба из номера 228 на шум в номере этажом ниже. Клерк за стойкой направил на место происшествия посыльного по имени Кенни. В коридоре бродил в невменяемом состоянии Сид. Увидев Кенни, он произнёс несколько оскорблений (расового характера) и набросился на того с кулаками. Кенни дал нападавшему сдачи, разбив тому нос; уже сидя на полу, Сид спросил: «Разве так можно поступать с пьяными?»
В 5:15 Кенни вернулся в фойе.
В 7:30 Вера Мендельсон из номера 102 проснулась от женских стонов, доносившихся из номера 100. «Она была явно одна. Рядом никого не было, она никого не звала по имени, просто стонала», — позже говорила она. Напуганная Мендельсон решила не узнавать, в чём дело, и вскоре заснула.
В 9:30 клерку за стойкой Херману Рамосу позвонил неизвестный мужчина и сообщил: «Что-то случилось в номере 100» (англ. There's trouble in room 100). Личность звонившего установлена не была: известно только, что он звонил не из отеля. Через несколько секунд после того, как Рамос направил в номер посыльного по имени Чарли, из номера 100 позвонил Сид: «Тут человеку плохо, нужна помощь».
Войдя в номер, Чарли увидел Нэнси: она лежала под раковиной в ванной комнате; на ней было лишь чёрное нижнее белье, всё в крови. Кровь была и на кровати. Рамос вызвал скорую, которая прибыла вскоре после появления полиции — где-то в 10:45.
В 10:30 постояльцы номера 105 видели Сида в холле: он направлялся к себе в номер. Если верить полицейскому протоколу, Сид, проснувшись, направился в клинику за метадоном. Он видел лежавшую в ванной Нэнси, но утверждал, что не заметил крови и поэтому не понял, что она мертва. Кровь, по его словам, он увидел, лишь когда вернулся.
Начиная с 11 часов полиция начала обыскивать номер. Были обнаружены в большом количестве наркотики и шприцы, а также окровавленный нож, купленный накануне. Но в номере не было денег, о которых рассказывал Рокетс Редглер. Полиция нашла Сида в коридоре; он плакал, явно находясь под сильным воздействием наркотических средств.
Вера Мендельсон, услышав шум, вышла из комнаты в коридор. Она увидела Вишеса, окружённого полицейскими. «Его лицо выглядело избитым», — позже утверждала она (если верить Soho Daily News).
Он плакал и повторял: «Малышка, малышка, малышка…» Увидев Мендельсон, он обратился к ней: «Я убил её. Я не могу жить без неё…» Женщина, по её словам, была так потрясена, что не запомнила точно фразу, которую он произнёс затем: «Она упала на нож…» (англ. She fell on the knife), либо — «Должно быть, она упала на нож» (англ. She must have fallen on the knife).
На вопрос полицейского, почему он оставил Нэнси в ванной и отправился за метадоном, Сид пробормотал лишь: «О, я скотина» (англ. Oh, I'm a dog). Сида увезли в участок на 51-й улице в наручниках; здесь он сделал признательное заявление и вечером ему было предъявлено обвинение в убийстве второй степени.
В 14:20 тело Нэнси в зелёном мешке вывезли из Отеля «Челси», а на следующий день было опознано прибывшим для этой цели в Нью-Йорк Фрэнком Спандженом.

### Похороны
Нэнси Спанджен была похоронена в воскресенье 15 октября на кладбище Царя Давида (King David Cemetery) в Бенсалеме, штат Пенсильвания. Друзей попросили не приносить цветов, а вместо этого сделать взносы в местный реабилитационный центр для наркоманов, где незадолго до этого родителями погибшей был учреждён Фонд Нэнси Спанджен. Её похоронили в зелёном выпускном платье, перекрасив волосы в натуральный цвет.

В речи, которую произнёс над гробом раввин, были такие слова: 
С момента своего рождения Нэнси была особой, одарённой и — несчастной девочкой. Несмотря на любовь, заботу и беспокойство семьи, внутри она испытывала муки и терзания. Она обратилась к наркотикам не ради чувственных ощущений, а чтобы избавиться от боли, которая истязала её. Она хорошо понимала, что с ней происходит, но не несла ответственности за свои действия. Она жила ради каждого часа, каждого дня и впоследствии намного больше жизни вошло в её прожитые годы… Она видела, слышала и ощущала то, что не дано было другим. Она была иной.Оригинальный текст (англ.)From the time of her birth, Nancy was a special, gifted and troubled girl. Despite the love, caring and concern of her family, she experienced an inner torment and disquietude. She turned to drugs not for sensationalism, but for relief from the pain that afflicted her. She knew herself, but was not responsible for the consequences of her actions. She lived for each hour, each day, and consequently much living was crowded into the years of her life.......She saw, heard, felt what others did not and could not. She was different.
Под именем Нэнси на надгробии текст на иврите гласил: «Хая Лея, дочь Эфраима Аарона» (англ. Chaya Lea, daughter of Ephraim Aharon, — иудейские имена Нэнси и Фрэнка).

### Версии произошедшего
Некоторое время спустя Сид Вишес был выпущен из тюрьмы Райкерс под залог в 30 тысяч долларов. 22 октября, по-прежнему в состоянии глубокого потрясения от смерти возлюбленной, он попытался покончить с собой, приняв смертельную дозу метадона, а 28 октября повторил попытку, вскрыв себе вены. Как утверждал журналист и писатель Малкольм Батт, Сид повторял при этом: «Я хочу воссоединиться с ней. Я не исполнил свою часть договора». Это — наряду с заявлениями Нэнси Спанджен (сделанными за полтора месяца до смерти) о том, что она не хотела бы дожить до 21 года и намерена «уйти <из жизни> во вспышке славы» — многими было истолковано как признание в неудавшемся обоюдном самоубийстве. Выписавшись из больницы, Сид ввязался в драку, вновь получил срок (55 дней), а 1 февраля, выйдя под залог, принял смертельную дозу героина и на следующее утро был найден мёртвым.
Выдвигались многочисленные альтернативные версии трагедии, случившейся в отеле «Челси» 12 октября. В числе подозреваемых назывался, в частности, наркодилер Рокетс Редглер, доставивший Нэнси в ночь её гибели 40 капсул гидроморфона. Редглер, отрицавший свою вину, указывал на то, что видел в ту ночь в гостинице другого дилера, Стива Чинкотти, который почти наверняка мог зайти в номер 100. Как бы то ни было, вскоре после смерти Вишеса дело было закрыто; вопрос о том, кто убил Нэнси Спанджен, навсегда остался без ответа.

### После смерти
Большинство музыкантов, знавших Нэнси Спанджен, отзывались о ней негативно (исключение составили Джерри Нолан и Игги Поп; впрочем, последний был знаком с ней лишь интимно). Крайне резко отзывались о ней Малкольм Макларен и Джон Лайдон, менеджер и вокалист The Sex Pistols соответственно. Не менее определённым было отношение к ней американских музыкантов. Чита Кром (Dead Boys) со смехом замечал, что, если бы Сид не опередил его, он убил бы Нэнси собственноручно. «Сказать по правде, я ничуть не удивилась бы, если <Сид> или кто-то ещё захотел бы её прикончить. Она была такая мерзкая! — а когда начиналось это её невыносимое нытьё — выдержать такое никакому человеческому мозгу было не под силу», — признавалась Крисси Хайнд. Марко Пиррони, называя Нэнси «самым отвратительным человеческим существом», когда-либо ему встречавшимся, добавлял: «Не знаю, заслуживала ли она, чтобы её прирезали. <Могу сказать только, что> рад, что её прирезали, мы все над этим от души посмеялись…» Джейн (Уэйн) Каунти, оставившая о Нэнси Спанджен относительно сдержанный отзыв, замечал(а): «Никто не любил её в Нью-Йорке и все возненавидели её в Лондоне за то, как она прицепилась к Сиду. Конечно, в ней было что-то детское, вызывавшее жалость, но сразу было ясно, что она — ходячая неприятность, которой следует избегать всеми силами».
Истории гибели Нэнси Спанджен сопутствовало и множество публикаций в бульварной прессе, усугублявших общее негативное представление о личности погибшей. В биографической книге «And I Don’t Want to Live This Life» Дебора Спанджен писала:
Все мы, и друзья и родственники, были в ужасе от той вульгарности, с какой Нэнси унижали в прессе. Для них всех она была Тошнотворной Нэнси, какой-то богатой шлюхой-наркоманкой, изголодавшейся по удовольствиям. Они ничего не знали о её проблемах. И их это не интересовало.Дебора Спанджен, «And I Don’t Want to Live This Life»
Фрэнк Спанджен предложил выступить в прессе с изложением собственной версии случившегося, в попытке (по словам его жены) «хоть что-то противопоставить всей этой написанной о ней лжи. Он считал, это было важно, чтобы восстановить достоинство Нэнси. Или хотя бы попытаться». Через друзей семья вышла на корреспондентку Philadelphia Bulletin, которая пришла в дом к Спандженам в субботу и согласилась их выслушать, пообещав оставить в стороне всё, что касалось личности Сида, панк-рока и обстоятельств убийства. В воскресенье утром, в день похорон, вышла статья, в которой члены семьи покойной рассказали о проблемах, преследовавших её с раннего детства. «Нам понравилась статья, которая вышла в Bulletin на следующее утро того дня, когда хоронили Нэнси. И хотя этот наш рассказ ничуть не изменил общественное мнение…, мы рады, что сделали это», — писала Дебора Спанджен в автобиографии.
По прошествии многих лет (и во многом благодаря фильму Алекса Кокса «Сид и Нэнси»), интерес к фигуре Спанджен стал расти. Появились (прежде всего, в феминистских кругах) авторы, утверждавшие, что своей репутацией она обязана исключительно господствующему на рок-сцене и вокруг неё сексизму «Как и трагическая героиня „Оливера“, Нэнси Спанджен жила и погибла во имя своего мужчины. Но в отличие от диккенсовской жертвенной фигуры, Нэнси Спанджен после её гибели были уготованы лишь оскорбления», — замечала в своем эссе Нина Антония. Она утверждала, что именно Нэнси придала смысл жизни Сида, который жаждал любви, но не находил её; практически заменила ему мать, которой он был лишён.
В конечном итоге общественное мнение о Нэнси Спанджен осталось радикально разделённым. Одни считают её ловкой и расчётливой интриганкой, «тошнотворной Нэнси», которая довела Сида Вишеса до смерти. Другие видят в ней 19-летнюю девушку с трудной судьбой, влюбившуюся в такого же, как она, ущербного и несчастного человека. «Как и бывает обычно в таких случаях, истина лежит где-то посередине», — замечает автор биографии Нэнси Спанджен на портале Punk77.